# Tamalameque
Tamalameque é um município da Colômbia, localizado no departamento de Cesar.

## Bandeira
A bandeira apresenta três cores, com os seguintes significados atribuídos: o amarelo simboliza as riquezas que existiram entre os povos indígenas e descendentes, o verde, a riqueza dos solos, e o branco, com a pomba no centro, que significa a paz.

## Geografia
Tamalameque está localizada na região sul do departamento de Cesar, na margem direita do Rio Magdalena, e faz fronteira com Chimichagua e Pailitas ao norte, Pelaya ao leste, La Gloria ao sul e a oeste com os departamentos de Bolívar (El Peñón) e Magdalena (El Banco).

### Ocupação
O município de Tamalameque possui uma população de aproximadamente 17 mil habitantes. Possui uma área de aproximadamente 51.131 hectares, dos quais 48% são destinados à produção pecuária, 11% à produção agrícola, 16% correspondem a corpos d'água, incluindo os 30 km do Rio Magdalena, 19% é reserva florestal e os 6% restantes são área improdutiva.

### Economia
A economia do município baseia-se principalmente na pesca, sobretudo artesanal, agricultura e pecuária.